# Gastro
Magasinet gastro er et dansk mad- og vinmagasin, der udgives af Egmont Magasiner.
Magasinet driver også en hjemmeside, gastro.dk, der har ca. 180.000 sidevisninger om måneden fordelt på omkring 14.500 brugere (FDIM tal dec. 2011). Siden er i 2024 blevet lagt ind under Euromans hjemmeside. 
gastro udkommer 10 gange om året med et oplagstal på 8.807 (Dansk Oplagskontrol 2. halvår 2011) og et læsertal på 65.000 (Index Danmark/Gallup 2. halvår 2011).

## Om gastro
- Type: Magasin
- Grundlagt: 2005
- Udgiver: Egmont Magasiner.
- Chefredaktør:  Kristoffer Dahy Ernst[1]
- Hovedkontor: Hellerup

## Eksterne link
1. ↑  Magasinet Gastro får ny chefredaktør via.ritzau.dk 21. november 2023

- Hjemmeside: gastro.dk.